# Communauté rurale de Oudalaye
La communauté rurale de Oudalaye est une communauté rurale du Sénégal située à l'est du pays. 
Elle fait partie de l'arrondissement de Vélingara, du département de Ranérou-Ferlo et de la région de Matam.